# Міхал Шумеровський
Міхал Шумеровський (пол. Michał Szymerowski, нар. 28 липня 1980, Вейгерово, Польща) — відомий польський стронгмен. Переможець змагання за звання чемпіонів Центральної Європи зі стронґмену в парах 2007 а також переможець змагання Найсильніша Людина Польщі. Займатися силовими вправами почав у віці двадцяти трьох років. До заняття цим його надихну інший відомий польський стронгмен Любомир Лібацкі. У 2006 році боровся за право участі у фіналі Найсильнішої Людини Польщі однак не пройшов. Але вже за два роки він зумів дійти до фіналу та виграти змагання. Окрім цього брав участь у змаганні за право володіти Кубком Польщі зі стронґмену. Має економічну освіту. Нині мешкає в місті Ґдиня.

## Власні скутки
- Присідання - 300 кг
- Вивага лежачи - 220 кг
- Мертве зведення - 330 кг